# 29675 Ippolitonievo
29675 Ippolitonievo è un asteroide della fascia principale. Scoperto nel 1998, presenta un'orbita caratterizzata da un semiasse maggiore pari a 2,4386659 au e da un'eccentricità di 0,0629345, inclinata di 5,53346° rispetto all'eclittica.